# 奈迈什瓦莫什
奈迈什瓦莫什，是匈牙利维斯普雷姆州所辖的一个村，总面积40.77平方公里，总人口2519，人口密度61.8人/平方公里（2010年1月1日）。